# Szojuz TMA–11
A Szojuz TMA–11 a Szojuz–TMA orosz háromszemélyes szállító/mentőűrhajó űrrepülése volt 2007-2008-ban. A 37. emberes repülés a Nemzetközi Űrállomásra (ISS). Fedélzetén indult az űrbe Sheikh Muszaphar, Malajzia első űrhajósa.

## Küldetés
Hosszú távú cserelegénységet szállított az ISS fedélzetére. A tudományos és kísérleti feladatokon túl az űrhajók cseréje volt szükségszerű.

## Jellemzői
2007. október 10-én a Bajkonuri űrrepülőtér indítóállomásról egy Szojuz–FG juttatta Föld körüli, közeli körpályára. Több pályamódosítást követően október 10-én a Nemzetközi Űrállomást (ISS) automatikus vezérléssel megközelítette, majd sikeresen dokkolt. Az orbitális egység pályája 88,7 perces, 51,6 fokos hajlásszögű, elliptikus pálya-perigeuma 200 kilométer, apogeuma 250 kilométer volt.
Az időszakos karbantartó munkálatok mellett elvégezték az előírt kutatási, kísérleti és tudományos feladatokat. Fogadták a teherűrhajókat (M61, M62, M63), kirámolták a szállítmányokat, illetve bepakolták a keletkezett hulladékot.
2008. április 19-én Arkalik (oroszul: Арқалық) városától hagyományos visszatéréssel, a tervezett leszállási körzettől mintegy 430 kilométerre délre ért Földet. Összesen 191 napot, 19 órát, 7 percet és 5 másodpercet töltött a világűrben. 3027 alkalommal kerülte meg a Földet.

## Személyzet

### Indításkor
- Jurij Malencsenko (1), parancsnok,  Oroszország
- Peggy Annette Whitson (2), fedélzeti mérnök,  Egyesült Államok
- Sheikh Muszaphar Shukor (1),  kutatóűrhajós,  Malajzia

### Leszálláskor
- Jurij Malencsenko (1), parancsnok,  Oroszország
- Peggy Annette Whitson (2), fedélzeti mérnök,  Egyesült Államok
- I Szojon (1), kutatóűrhajós,  Dél-Korea

### Tartalék személyzet
- Szalizsan Sakirovics Saripov parancsnok  Oroszország
- Edward Michael Fincke fedélzeti mérnök  Egyesült Államok
- Faiz bin Khaleed speciális űrrepülő  Malajzia

## Külső hivatkozások
- Szojuz TMA–11. kursknet.ru. [2015. október 5-i dátummal az eredetiből archiválva]. (Hozzáférés: 2013. augusztus 10.)
- Szojuz TMA–11. spacefacts.de. (Hozzáférés: 2013. augusztus 10.)
- Szojuz TMA–11. sg.hu. (Hozzáférés: 2013. augusztus 10.)
- Szojuz TMA–11. lib.cas.cz. [2013. október 13-i dátummal az eredetiből archiválva]. (Hozzáférés: 2013. augusztus 10.)